# 藤沢麗央
藤沢 麗央（ふじさわ れお、1999年6月22日生）は、日本のAV女優。オフィスBLITZ所属。

## 略歴
2020年12月、Fitchの専属女優としてAVデビュー。2023年7月18日発売の『爆乳Hcup個撮モデルの卑猥なオフパコ撮影会 極小水着姿で肉弾ボディをモロ出し誘惑』でパイパンを解禁。
2023年7月25日、公式ツイッターでマドンナ専属となることを発表。
2023年11月23日、初の冠トークライブ「藤沢麗央ファンミーティング VOL.1」を東京・レフカダ新宿で開催。イベントのチケットは完売となった。
2024年2月12日、冠トークライブの第2弾「藤沢麗央ファンミーティング VOL.2」を東京・レフカダ新宿にて開催。また自身の誕生日である6月22日には「藤沢麗央ファンミーティング 生誕祭記念SP」を昼・夜の2部制で東京・レフカダ新宿にて開催した。
2024年7月、自身のX（旧Twitter）にて、企画単体女優へ転向したことを発表。
2025年3月2日、レギュラートークイベント「藤沢麗央ファンミーティング Part.7」を東京・レフカダ新宿にて開催。ゲストに釣り芸人の渡部友貴（ぶっこきんぐ）を迎え、藤沢の趣味でもある「釣り」に関してのトークを繰り広げた。
同年6月1日、2025年12月末をもって引退することを発表。

## 人物
北海道出身。初体験は19歳か20歳の時で、相手は当時の彼。
AV出演については、偏見もなく、むしろ興味があるほうだった。また、プライベートで4Pの経験があり、この時の興奮をまたしてみたいと思ったことがデビューを決めた理由の一つとしている。
バスト、ヒップともに110センチを超える豊満なボディでフェティッシュな人気を得る。ライターの松澤チョロは「存在が藤沢麗央というジャンル」、「パッケージを見かけるたびにこんな体型の人いるわけないだろ!? と思って見てみたら、うわ、実在した! と毎回のように驚かされる」と表現。ミュージシャンの掟ポルシェは「春川ナミオ先生の絵がまんま現実化したようで最高」と評している。
高校時代までスピードスケートに明け暮れており、おしりは大きかったものの胸はCカップでやせ型であった。卒業後にスポーツを辞めたことや、アルコールを嗜むようになり胸が大きくなったという。

## 作品

### アダルトビデオ
- 三ツ星級のグラマラスボディに育っちゃった元競泳選手のむっちり現役女子大生 藤沢麗央AVデビュー!（12月1日、Fitch）

- 三ツ星級のむっちり肉感に酔いしれる スケベな爆尻グラマラス（1月1日、Fitch）
- あま〜い淫語を囁きながら肉感ボディで包み込むむちむち爆乳ホールドファック!（2月1日、Fitch）
- ノーパン爆尻をぐりぐり擦りつけて僕の精子を根こそぎ搾り出す豊満な幼馴染（5月1日、Fitch）
- 爆乳ドMな元・競泳選手の変態願望を叶える肉塊凌辱SEX（6月1日、Fitch）
- 夏休みに田舎に帰省してきた姪っ子が驚くほど成長していて… 汗だく豊満ボディを貪る肉感びしょ濡れ性交（8月1日、Fitch）
- 彼氏がすぐそこに居るのに豊満ボディを容赦なく弄ぶ卑劣な男達… 爆乳爆尻が水着とウェアに喰い込む肉感パーソナルトレーナー絶頂NTR痴漢（9月21日、Fitch）
- ヤリたい時だけ連絡したくなる俺史上最高に都合が良い女 エロ気持ち良い誘いは絶対に断らない肉感ビッチと汗まみれ生性交（10月19日、Fitch）
- 会員制高級リゾート! 卑猥なコスチュームと柔肉に包まれる大人の為の肉欲風俗ランド（11月2日、Fitch）
- 地味な同僚がデリヘルをやっている事を発見してしまい… 脱がせたら凄い豊満介護士を生ハメ種付け調教（12月7日、Fitch）

- 豊満グラマラスな先生と生徒がHな衣装を着て大騒ぎ! 爆乳&爆尻と股間が丸出しのむっちり逆バニー達が巻き起こす卑猥過ぎる肉感むちむち学園祭!（1月18日、Fitch）
- むっちり卑猥なお肉がハミ出たドスケベ過ぎるスタイルで僕の事を誘惑してくる向かいに住んでるヤリマンお姉さん（2月15日、Fitch）
- グラマラスな豊満ボディを弾ませながら優しくエッチに教えてくれるイケナイ麗央先生のむっちむち肉感授業!（3月15日、Fitch）[15]
- エグい程に豊満なむっちりボディを見せつける肉感フェティッシュアングルFUCK!（4月19日、Fitch）
- 豊満な爆乳デカ尻を揺らし揉まれる絶頂追撃セクハラマッサージ（5月17日、Fitch）
- 柔らかお肉がハミ出ちゃうエロコス姿で濃密な肉感サービスをしてくれる爆乳むっちり豊満家政婦（6月21日、Fitch）
- ダイエット効果がある暗示でなぜか淫乱になって誘惑してくる 乳首とマ○コがびんびん疼くむっちり肉感ドスケベ痴女!（7月19日、Fitch）
- 三ツ星級グラマラスBODY 藤沢麗央8時間 初BEST（7月19日、Fitch）※単体ベスト
- 圧倒的肉感コラボ! 御手洗しおりのママ活ダイアリー（8月16日、Fitch）
- 言いなり絶頂肉欲温泉 強制的に何度もイカされてしまう濡れた豊満ボディの記録（9月6日、Fitch）
- 匂いたつ豊満ボディは欲情まみれでいつも汁だく! オチ○ポ大好き肉感未亡人のベロ舐め誘惑（10月4日、Fitch）

- 肉感ごんぶとエロむち制服ギャルの超ヤリマン過ぎる放課後中出し淫乱性活!（3月21日、Fitch）[15]
- スケベな豊満ボディにぴったり張り付く薄い生地のマキシワンピ!汗と愛液で濡れた乳首とメコスジを見せつけ誘惑する欲求不満妻（4月18日、Fitch）
- 乳首がもの凄く感じ過ぎてお潮が漏れちゃう! 豊満むっちりド淫乱出張エステティシャン（5月16日、Fitch）
- 昔から憧れていたお姉さんの秘められた卑猥すぎる性癖! 匂いたつケツ穴を見せつけ舐めさせ豊満デカ尻肉弾誘惑（6月20日、Fitch）
- 爆乳Hcup個撮モデルの卑猥なオフパコ撮影会 極小水着姿で肉弾ボディをモロ出し誘惑（7月18日、Fitch）
- 超ド級グラマラスHcup豊満ボディ Madonna電撃移籍!! 昔は細身で地味だったのに…再会したらムッチムチで性欲旺盛な幼馴染の豊満な肉体に僕の精子は限界まで搾り取られてしまった。（8月22日、マドンナ）
- 高級ソープに行く為、お金と精子を溜めて1ヶ月後―。爆乳むっちり淫乱寮母に理性が崩壊して精子が枯れ果てるまで生ハメしまくった!! 藤沢麗央（9月26日、マドンナ）
- 専属第3弾!! 100cmOVERの肉感バストに酔い痴れるー!! 彼女に振られた俺は昼間から、隣の専業主婦に丸ごと包まれて何度も、何度も、中出ししたー。 藤沢麗央（10月24日、マドンナ）
- W豊満搾精 ド田舎の実家に里帰りしてきた僕は、暇を持て余す近所の絶倫奥様’達’にず～っとず～っと連続搾精され続けて…。 藤沢麗央 赤井美希（11月28日、マドンナ）
- 0秒で準備万端いつでもSEX出来る都合が良いムチムチ愛人 藤沢麗央（12月26日、マドンナ）

- 時には勝手に痴女りたい…。 Madonna専属 超肉感美女『藤沢麗央』お貸しします―。（1月30日、マドンナ）
- 超むっちり爆乳J系はおしゃぶり盛り 中年教師の家に押しかけヤリ放題な淫交夏休み 藤沢麗央（2月20日、Fitch）
- 日焼けした肌が艶めく肉感むっちり女上司に媚薬を盛ったらめちゃくちゃ痴女化してしまい精魂尽きるまで連続搾精された僕 藤沢麗央（3月19日、Fitch）
- 美麗 × 豊満W爆乳ボディに埋もれる 肉弾ダイナマイト生中出し風俗SP! 藤沢麗央 星明日菜（4月16日、Fitch）
- むっちり豊満ビューティー藤沢麗央12時間BEST（5月7日、Fitch）※単体ベスト
- 切れ込みがエグいスリットドレスから覗くぶっとい太ももで悩殺するドスケベ豊満ママの超濃密な圧迫おチ〇ポ接客 藤沢麗央（5月21日、Fitch）
- のどかな田舎の実家に里帰りした僕を肉感的な幼馴染と従姉の2人が密着圧迫してチ〇ポを奪い合う汗だく中出し連続射精ハーレムSEX 藤沢麗央 夕季ちとせ（6月18日、Fitch）
- 実写版! 人妻になった元カノと再会して… FANZA同人コミック10万DL超えの大ヒット作品! 藤沢麗央（7月16日、Fitch）
- 押しに弱いスケベむっちりOLをセクハラ調教 デカパイ敏感ムチ乳輪ぶっかけ中出しメガ肉便器 藤沢麗央（8月20日、OPPAI）
- 母の親友 藤沢麗央（8月20日、VENUS）
- 欲求不満なムチムチ淫乱サキュバスナース! 毎晩マワされ肉ズリ中出し吸精クリニック 藤沢麗央 本真ゆり（8月20日、MOODYZ）
- 中出し露天温泉 可愛い顔したドスケベむちむちデカ尻ビッチ（8月23日、ま○こ銀行）
- 憧れの超肉感ムチムチママと絶倫ぶっかけ性活!! 藤沢麗央（8月27日、グローリークエスト）
- 夫の上司や同僚とヤリまくるドスケベ嫁 寝取られ豊満ボディ超爆乳尻マゾ妻 ドデカ乳尻を責められイキまくるドM奥様 藤沢麗央（8月27日、熟女はつらいよ/熟女卍）
- 最高級豊満ボディ美人妻のイチャラブ不倫 爆乳超肉ふわふわボディの心優しい人妻が貪欲に他人棒をパイズリ & 中出し! 雌猫コスプレで肉圧揉みしだきファック! 藤沢麗央（8月27日、MERCURY）
- 舐めシャブリ肉ズリM性感! 唾液たっぷりベロキスむっちりホールドで溺れイキ! キスキス騎乗位でメガトン中出し連射!! 藤沢麗央（9月3日、ワンズファクトリー）
- Hカップ肉感爆乳の魅力を最大限に引き出す乳フェチエロコス7 Boin「藤沢麗央」Box（9月3日、ABC/妄想族）
- 爆乳爆尻兄嫁といびつな親族相姦 もっとシタい…ヤリたい盛りの兄嫁が週5で夜這いしてきます… 藤沢麗央（9月10日、JET映像）
- 日々デカくなってイクおっぱいとお尻! ボムボムボンバー症候群と診断された 妹の爆乳は一見にしかず! 半袖セーラー服生中出し! Jカップ109cm れおんぬ（9月10日、チェリーズれぼ/妄想族）※「れおんぬ」名義
- ぷるるんボインのムチムチお姉ちゃんと温泉デート（9月10日、LOVEま○こ/妄想族）
- ド迫力の胸と下半身 ビクビク痙攣する度に揺れる胸とお尻とお腹の脂肉! 超重量級のエロ黒姉さん 藤沢麗央（9月12日、MERCURY）
- クズ上司達が仕組んだセクハラ研修旅行… 酔わせて輪姦すつもりが… いつもは大人しい豊満メガトン女子社員が酒と媚薬でケダモノ化! 朝までチ○ポを貪りまくる汗だく肉弾キメセクFUCK 藤沢麗央（9月17日、エムズビデオグループ）
- 近ごろ豊満な熟女体型を気にしはじめた嫁の母が恥じらう姿に僕は勃起してしまった 藤沢麗央（9月17日、VENUS）
- 超爆乳人妻が汗ダクで溺れる肉欲温泉レズビアン ～レズ史上最高の熱量＆肉量！限界突破むっちりレズFUCK!!～ 藤沢麗央 南畑颯花（9月17日、溜池ゴロー）
- 熟女限定 熟女が部屋にやって来た お持ち帰り盗撮 そのままAV発売へ 70 柔らかそうな癒しの豊満な身体編（9月17日、熟女バンク/熟女卍）
- THE HEAVY MEET HEAVEN 圧迫巨尻肉弾乳女 藤沢麗央（9月24日、クリスタル映像）
- 僕の大好きなW肉感叔母さんとの思ひ出… 灼熱の夏休み、朝から晩まで汗だく汁だく密着圧迫で連続搾精逆3PSEX 藤沢麗央 星明日菜（9月24日、VENUS）
- 豊満人妻野外露出 藤沢麗央（9月27日、MERCURY）
- じゅるネチョ音とささやき淫語で耳からトロけるASMRメンズエステ 藤沢麗央（10月4日、ワープエンタテインメント）
- マジックミラー号 「性欲が抑えられなくて困っている男性の悩みを聞いてくれませんか?」 セックスレスな人妻に18cmのギン勃ちペニスを見せつけて膣穴を濡れ濡れにさせて恍惚ナマSEX（10月10日、SODクリエイト）
- Wデカ尻むちむち巨乳姉妹混浴温泉（10月11日、ま○こ銀行）
- 熟したエロい身体を妻み喰い 藤沢麗央（10月12日、MERCURY）
- 超絶ムチムチ緊縛解禁 藤沢麗央（10月15日、グローリークエスト）
- オイルマニア 藤沢麗央（11月5日、プラネットプラス/七狗留）
- 性欲ゾンビ目隠し村 爆尻豊満で小男を誘惑し7日間むっちり肉感射精管理 藤沢麗央（11月5日、FunCity/妄想族）
- 巨乳人妻温泉デート スベスベ肌で超可愛い豊満ボディ妻 奈央子 28歳（11月8日、ま○こ銀行）※「奈央子 28歳」名義
- ぬるテカ肉弾汁祭り! ぽっちゃり美女とデブオヤジ 藤沢麗央（11月12日、MERCURY）
- 窒息寸前!! 鉄板肉弾SEX 爆乳 × 爆尻 × 豊満BODYで圧迫強制種付け 体液が弾け肉が踊る汗だく中出しセックス 藤沢麗央（11月26日、TEPPAN）
- 性感暴発エビ反りアクメサロン 藤沢麗央（12月6日、ワープエンタテインメント）[14]
- 爆ヌキ鬼どぴゅパネェ性欲えげつねー超肉感女に唾液にゅっるにゅるでメスサド誘惑されたらもうわしゃオシマイや! いっぱいローションぬ～るぬる! トランス性交 藤沢麗央（12月10日、ダスッ!）
- エグイほど下品に何度もイキ狂った爆乳爆尻と汗だく野獣FUCK-夫の上司と二泊三日の温泉不倫旅行- 藤沢麗央（12月13日、人妻花園劇場）
- 夫の上司の昇進祝いの宴会で乱れまくり NTR豊満ボディ妻ホームパーティー 爆乳尻嫁が酔ってドスケベ全開でイキまくる（12月17日、カルマ）
- 圧倒的超爆乳サンドイッチ! むっちり逆3P痴女風俗フルコースSP! 藤沢麗央 西村ニーナ（12月17日、グローリークエスト）

- パイズリスター誕生 おっぱいが精子まみれになっちゃった 藤沢麗央（1月1日、シネマユニット・ガス）
- 漫画みたいな爆乳とデカ尻で挑発してくるパート家政婦 むっちり太腿のヤリマンボディに我慢できず… 藤沢麗央（1月7日、FunCity/妄想族）
- 発情した私は夫の部下にノーブラ胸チラ誘惑 藤沢麗央（1月7日、KSB企画/エマニエル）
- 【360°バーチャル音声】「ひそひそ声が聞こえる中で…」エアコンが壊れた深夜バスの狭い座席で帰省中に爆乳レズビアンに痴漢される汗だく爆乳女子大生 藤沢麗央 星明日菜（1月28日、レズれ!）
- 爆尻スゴい凄い! ～ヒップ100cm以上限定!!～ 藤沢麗央（2月4日、MARRION）
- ピタパン尻を突き出して新居の内見する奥さんのデカ尻激突きピストンSEX 4名収録（2月4日、ゲッツ!!ボンボン/妄想族）
- 生理的に大っ嫌いな夫の後輩の悶絶デカチンに目がくらみ…エアコンが壊れた部屋で汗だく淫乱熟成-セクハラ-された極上肉厚人妻 藤沢麗央（3月4日、DEEP'S）
- Iカップ爆乳! ママの大きなおっぱいは僕のモノ 麗央ママが愛情たっぷりで僕の願望を叶える物語 Boin「藤沢麗央」Box2（3月4日、ABC/妄想族）
- 合算12発抜き!! 親の再婚でできた義姉は喪女 だらしないのにエロすぎた無防備巨乳な姉に杭打ち中出しされた僕… 藤沢麗央（3月4日、FunCity/妄想族）[15]
- 素人男女モニタリング実験! 子育てママ × デカチン童貞 「痴漢したい性癖に悩む童貞くんの犯罪防止に疑似痴漢させてください?」 奥さんが人生はじめての痴漢体験 フルボッキした童貞チ◎ポに大興奮!! からの合体筆おろし中出しSP（3月4日、ゲッツ!!ボンボン/妄想族）
- 父親がいない間に何度もセックスしたがる性欲が強すぎる義母は絶倫息子の生挿入も拒まない VOL.6（3月6日、DANDY）
- マゾ乳中出し Wキャスト 藤沢麗央 南畑颯花（3月18日、ゲインコーポレーション）
- 世界一汗かきな全裸家政婦 藤沢麗央（3月20日、Materiall）
- 欲求不満の爆乳尻嫁がチ〇ポを喰い放題 性欲モンスター豊満ボディ猥褻マゾ妻 M痴女の淫乱奥様がイキまくる 藤沢麗央（3月25日、熟女はつらいよ/熟女卍）
- 【圧迫尻セクハラ】超肉感ボディで若手部下ち○ぽを勃起させド迫力なケツ抜きプレスで弄ぶ巨尻人妻女上司 藤沢麗央（4月1日、スモークフィルムズ/妄想族）
- 母性溢れる現役子育てママさん! 「女性恐怖症で悩む童貞くんに女性の温もりを教えてくれませんか?」 奥さんが人生はじめてのパンティ素股でフルボッキした童貞チ◎ポに大興奮!! まさかの筆おろし合体!（4月1日、ゲッツ!! ボンボン/妄想族）
- 「おばさんレンタル」サービスリターンズ 88  お願いすればこっそり中出しセックスまでさせてくれるエロくて優しいおばさんともっとすげーセックスがしたくなったのでおかわりしてみた しおりさん (33歳) 1時間 ¥3,300（4月10日、熟女LABO）
- 水泳スクール見学ママ中出し 大人の巨乳を貪る男子たち（5月8日、ナチュラルハイ）
- たびじ 母と子のふたり旅 藤沢麗央（5月13日、タカラ映像）
- にっくにく! ぶりんッ! 超肉感メンズエステに迷い込んだらエロオイルじゅぽだく爆乳3姉妹に圧着パイズリSPで身体を奪い合いされ、永遠の濃厚どぴゅ射精。グッチョリ金玉トロけて天国へ向かったボク。（5月13日、Hunter）
- 会社の地味子をみんなで犯す。豊満アクメ遊戯。昼休みに官能小説を読んでいた経理の女をマワしたら思った通りのむっつりスケベなド変態でした。 藤沢麗央（5月27日、REAL）
- 夫の借金返済の為に… 豊満肉便器妻 AV出演してヤられまくる 藤沢麗央（5月27日、熟女はつらいよ/熟女卍）
- 3P・4P野外露出 大輪姦サークル メス豚10名収録（6月12日、MERCURY）

### アダルトVR
- 【Fitch肉感VR】 藤沢麗央が遂に解禁! 可愛い笑顔と圧倒的な破壊力の爆乳爆尻が天井特化アングルで迫る!快感がもの凄過ぎて骨抜きにされちゃう肉弾密着デリヘル!（1月31日、Fitch）

- 「本当は本番NGなんですよ」 超肉感女優 藤沢麗央 MadonnaVR初登場!! 旦那不在の昼下がり限定　風俗マンション301号室（10月20日、マドンナ）

- おっぱい特化! 神乳専門店! 神乳Hcup103cm神尻115cmの超絶肉感ソープ嬢の美爆乳ご奉仕! 無制限発射OK! ゴムNG! 超最高級ソープランド 藤沢麗央（8月24日、こあらVR）
- 【圧倒的超肉感特化】Y2KむっちむちぱっつぱつJKコスプレ娘と金玉袋から精子が枯れ果てるまで何度も何度も貪り性交!! 藤沢麗央（12月19日、肉きゅんパラダイスVR）

- リピート率ナンバー1 出張メンエス嬢の人気の秘密は全身で体を包み込む肉圧密着コース 藤沢麗央（4月26日、KMPVR-彩-）

### アダルト配信
- 那奈 (orev098)（8月20日、俺の素人-Z-）
- れお (tttl024)（9月7日、素人げっちゅ）
- れいな (hmdnc736)（9月25日、ハメドリネットワークSecondEdition）
- れおんぬ (ckj396)（9月29日、ちちくりジョニー）
- れいなちゃん & あすなちゃん (ginac003)（10月29日、いんすた）
- サトミ（仮）(ends185)（11月19日、援堂山）
- サトミ（仮） 2 (ends186)（11月26日、援堂山）
- れお (fan241)（12月1日、五反田マングース）
- れお 3 (fan247)（12月18日、五反田マングース）
- れお 4 (fan249)（12月20日、五反田マングース）
- れお 2 (fan244)（12月22日、五反田マングース）
- れお 5 (fan251)（12月22日、五反田マングース）
- れお 6 (fan254)（12月25日、五反田マングース）
- れお 7 (fan256)（12月27日、五反田マングース）
- れお 8 (fan258)（12月29日、五反田マングース）
- れお 9 (fan260)（12月31日、五反田マングース）

- れお 10 (fan262)（1月2日、五反田マングース）
- れお 11 (fan263)（1月3日、五反田マングース）
- れお (japorn058)（1月10日、日本エロ党大学）
- 藤沢さん (srgt097)（1月10日、しろうとガチャ）
- れおな (fan267)（1月13日、五反田マングース）
- れおさん (srgt119)（2月7日、しろうとガチャ）
- れおさん 2 (srgt120)（2月7日、しろうとガチャ）
- 藤さん (srgt127)（2月7日、しろうとガチャ）
- むっちりエロボディ妻 (srgt150)（3月1日、しろうとガチャ）
- れお (kaku250)（3月28日、KAKUJITSU）
- れおな 2 (fan275)（3月29日、五反田マングース）
- れおな 3 (fan297)（5月17日、五反田マングース）
- れおな (hmdnc820)（5月28日、ハメドリネットワークSecondEdition）
- れおな 4 (fan304)（6月1日、五反田マングース）

### デジタル写真集
- ONLY ONE!（2022年2月2日、Fitch）※FANZA限定配信。
- 絶対的スーパー肉感ポーズブック 藤沢麗央（2025年4月4日、プレステージ出版、撮影：潤）
- 肉感コスプレポーズブック 藤沢麗央（2025年6月6日、プレステージ出版、撮影：潤）

## 出演・掲載

### イベント
- 藤沢麗央ファンミーティング（2023年11月23日[7] - 、東京・レフカダ新宿）※レギュラー冠イベント。
- トイズハート♡巨乳同好会（2024年12月1日、レフカダ新宿）[15]

### 雑誌
- 月刊FANZA 2021年1月号（ジーオーティー） - インタビュー「HATSUMONO」
- 週刊アサヒ芸能 2021年4月15日号（徳間書店） - インタビュー「ほとばしるパイズリの女王が総激白」
- 月刊FANZA 2022年3月号（ジーオーティー） - インタビュー「こんなにエロくなりました。」